# Ceasnivți, Kozeleț
Ceasnivți (în ucraineană Часнівці) este un sat în comuna Berlozî din raionul Kozeleț, regiunea Cernihiv, Ucraina.

## Demografie
Componența lingvistică a localității Ceasnivți
     Ucraineană (97,76%)
     Rusă (1,6%)
     Alte limbi (0,16%)
Conform recensământului din 2001, majoritatea populației localității Ceasnivți era vorbitoare de ucraineană (97,76%), existând în minoritate și vorbitori de rusă (1,6%).